# شهرستان کارونگی
شهرستان کارونگی (به لاتین: Karongi District) یک منطقهٔ مسکونی در رواندا است که در استان غربی (روآندا) واقع شده‌است. شهرستان کارونگی ۹۹۳ کیلومتر مربع مساحت و ۳۳۱٬۸۰۸ نفر جمعیت دارد.